# Sinucideri misterioase
 Sinucideri misterioase (în engleză The Village) este un film american din 2004 în regia și scenariul lui M. Night Shyamalan. Filmul prezintă povestea populației Amish dintr-un sat izolat ce se confruntă cu surprinzătorul adevăr ce se întinde dincolo de granițele acestuia.

### Distribuție
- Bryce Dallas Howard în rolul lui Ivy Walker
- Joaquin Phoenix în rolul lui Lucius Hunt
- Adrien Brody în rolul lui Noah Percy
- William Hurt în rolul lui Edward Walker
- Sigourney Weaver în rolul lui Alice Hunt
- Brendan Gleeson în rolul lui August Nicholson
- Cherry Jones în rolul lui Mrs. Clack